# Joseph Sarkis
Joseph Sarkis (arabe: جوزيف سركيس) (né en 1949) est un homme politique libanais. Il est le représentant des Forces libanaises au sein du gouvernement de Fouad Siniora, au poste de ministre du Tourisme de juillet 2005 à juillet 2008.
Entre 1988 et 1994, il était membre du bureau politique des Kataëb avant de s’en éloigner, en refus de la posture prosyrienne qu’a adoptée le parti. Il milita alors au sein des Forces libanaises et devint en 1998 membre du conseil municipal de Beyrouth. En 2002, il est nommé responsable du bureau de Beyrouth au sein des Forces libanaises.
Il est diplômé de génie civil de l’Ecole Supérieure des Ingénieurs de Beyrouth.